# 스트롱맨 (스포츠)
인간의 힘을 극한까지 끌어올리는 스트렝스 스포츠의 종합판, 확장판이라고 할 수 있다. 막연하게 누가 가장 근력이 강한가에 가장 근접한 답을 제시하고 있는 스포츠이다. 근력의 극한을 요구하는 만큼 스트롱맨 대회는 체격과 골격이 커야 유리하므로 평균 신장이나 덩치가 큰 국가들이 인프라도 활발하고 활약 중이다. 주로 북방계 유럽 국가들의 독무대이며, 애초에 종목 자체가 그쪽 지역말곤 인지도나 인프라가 전무하다.

## 같이 보기
- 근력 트레이닝